# Apple M4
Apple M4 és un sistema basat en ARM en un xip (SoC) dissenyat per Apple Inc. com a unitat de processament central (CPU) i unitat de processament gràfic (GPU) per a l'iPad Pro (M4). Llançada al maig de 2024, és la quarta generació de l'arquitectura Apple Silicon, succeint a l'Apple M3.
El Neural Engine de l'Apple M4 SoC és capaç de fer 38 bilions d'operacions per segon, "que és 60 vegades més ràpid que el primer Neural Engine d'Apple al xip A11 Bionic". El SoC es basa en un procés de 3 nanòmetres i inclou quatre nuclis de rendiment, sis nuclis d'eficiència i 10 nuclis de processament de gràfics.
L'Apple M4 té un nou disseny de CPU de fins a 10 nuclis amb 28.000 milions de transistors que consta de fins a quatre nuclis de rendiment i ara sis nuclis d'eficiència. Es basa en la segona generació de tecnologia de procés de 3 nm N3E de TSMC per a l'eficiència energètica.
Els nuclis utilitzen l'arquitectura de conjunt d'instruccions (ISA) ARM, però han millorat la predicció de branques, amb motors de descodificació i execució més amplis per als nuclis de rendiment i un motor d'execució més profund per als nuclis eficients. Tots dos tipus de nuclis també inclouen acceleradors ML millorats de nova generació.

## Productes Apple M4
iPad Pro (M4)